# Омар Каммінгс
Омар Каммінгс (англ. Omar Cummings; нар. 13 липня 1982, Олд-Гарбор) — ямайський футболіст, нападник. Відомий за виступами за клуби США і збірну Ямайки.

## Клубна кар'єра
Каммінгс грав за команди Середньої школи Джонатана Гранта, коледж Цинциннаті і університету Цинциннаті, де навчався за спеціальністю кримінальне правосуддя.
Каммінгс був задрафтований «Колорадо Рапідз» у 2007 році. 4 вересня 2010 року Каммінгс забив два голи в матчі з «Чівас США» і допоміг своєму клубу розгромити суперника 3-0. Завдяки цьому, Каммінгс став гравцем тижня MLS. 27 грудня 2010 року було оголошено, що «Колорадо Рапідз» надав Каммингсу дозвіл відправитися на перегляд в англійську «Астон Віллу». 17 січня 2011 року менеджер «Астон Вілли» Жерар Ульє заявив, що Каммінгс вразив його своїми даними, але через проблеми з отриманням дозволу на роботу угода не відбулася.
Каммінгс повернувся в основу «Колорадо» і зіграв за нього 100-й матч 30 квітня 2010 року, проти «Чикаго Файр».
22 грудня 2012 року Каммінгс був проданий в «Х'юстон Динамо» в обмін на Натана Стерджиса і грошову компенсацію.
У березні 2015 року Каммінгс був підписаний клубом Північноамериканської футбольної ліги «Сан-Антоніо Скорпіонс».
В кінці січня 2016 року Каммінгс приєднався до новоствореного клубу USL «Цинциннаті». 23 липня 2017 року Каммінгс оголосив про завершення кар'єри.

## Міжнародний рівень
Каммінгс дебютував у збірній Ямайки в липні 2008 року і до 2012 року зіграв за неї 35 матчів, забивши в них 7 м'ячів.

## Досягнення
- Переможець Карибського кубка: 2008, 2010
- Кубок MLS: 2010
- MLS Східна Конференція — переможці (регулярний чемпіонат): 2010